# 睦州 (浙江省)
睦州，中国隋朝时浙江省境内设置的州。
仁寿三年（603年）置，治所在新安县贺城（大业初改雉山县，后改为清溪县，今浙江省淳安县千岛湖龙山岛以北湖底）。大业（605年—618年）初年改为遂安郡。唐朝武德四年（621年）复为睦州。七年改为东睦州，八年复旧。
万岁通天二年（697年）移治建德县（今浙江省建德市梅城镇）。辖境约当今浙江省桐庐、建德、淳安等县市地。户五万四千九百六十一，口三十八万二千五百六十三。下辖六县：建德县、清溪县、寿昌县、桐庐县、分水县、遂安县。
天宝、至德时曾改为新定郡。北宋末年，方腊在此起义，宣和三年（1121年）平定，奉敕改名严州。
| 隋代行政区划变遷 | 隋代行政区划变遷     | 隋代行政区划变遷 | 隋代行政区划变遷 | 隋代行政区划变遷     | 隋代行政区划变遷 |
| 区划             | 開皇元年             | 開皇元年         | 区划             | 大業3年              |                  |
| ---------------- | -------------------- | ---------------- | ---------------- | -------------------- | ---------------- |
| 州               | 東揚州               | 吴州             | 郡               | 遂安郡               |                  |
| 郡               | 新安郡               | 吴郡             | 县               | 雉山县 遂安县 桐廬县 |                  |
| 县               | 始新县 遂安县 寿昌县 | 桐廬县           | 县               | 雉山县 遂安县 桐廬县 |                  |

| 唐朝睦州辖县 | 唐朝睦州辖县                                                       |
| ------------ | ------------------------------------------------------------------ |
| 618年        | 雉山县、桐庐县、遂安县                                             |
| 621年        | 雉山县、遂安县（桐庐县改属严州）                                   |
| 624年        | 雉山县、遂安县（桐庐县来属）                                       |
| 646年        | 雉山县、遂安县、桐庐县                                             |
| 682年        | 雉山县、遂安县、桐庐县（新设建德县）                               |
| 684年        | 雉山县（改名新安县）、遂安县、桐庐县、建德县                       |
| 689年        | 新安县、遂安县、桐庐县、建德县（新设寿昌县，旋废）                 |
| 692年        | 新安县、遂安县、桐庐县、建德县（新设武盛县）                       |
| 697年        | 建德县（改治）、新安县、遂安县、桐庐县、武盛县                     |
| 705年        | 建德县、武盛县（改名分水县）、新安县、遂安县、桐庐县（重设寿昌县） |
| 732年        | 建德县、分水县、新安县（改名还淳县）、遂安县、桐庐县、寿昌县       |
| 738年        | 建德县、分水县、还淳县、遂安县、桐庐县、寿昌县                     |
| 742年        | 建德县、分水县、还淳县、遂安县、桐庐县、寿昌县                     |
| 763年        | 建德县、分水县、还淳县、遂安县、桐庐县、寿昌县（新设昭德县）       |
| 771年        | 建德县、分水县、还淳县、遂安县、桐庐县、寿昌县（废除昭德县）       |
| 805年        | 建德县、分水县、还淳县（改名清溪县）、遂安县、桐庐县、寿昌县       |

唐朝睦州刺史
- 严撰（武德年间）
- 张琮（636年—637年）
- 徐令言（637年）
- 刘德敏（贞观年间）
- 夏侯绚（653年—654年）
- 张后胤（657年）
- 高择言（666年）
- 尤知钦（唐高宗时）
- 高真行（680年）
- 张大安（683年）
- 章亮（唐高宗时）
- 陈矩（唐高宗时）
- 丘神福（唐高宗时）
- 张详（唐高宗时）
- 房先忠（684年，未任）
- 长孙谊（垂拱年间）
- 李上善（690年）
- 娄薀（691年）
- 谢禧（692年）
- 元延寿（697年）
- 杨元亨（700年）
- 孙诠（706年）
- 冯昭泰（707年）
- 张昭命（708年）
- 魏洵（景龙年间）
- 路惟恕（景云年间）
- 康希铣（先天年间）
- 陈操（开元前期）
- 刘幽求（714年）
- 宋璟（715年）
- 李思绚（716年）
- 薛莹（719年）
- 李思绚（719年）
- 韦利器（719年）
- 侯莫陈涉（721年）
- 李仲宣（725年）
- 杨承令（727年）
- 柳齐物（开元年间）
- 李无言（730年）
- 崔景（731年）
- 李谅（734年）
- 王审礼（738年）
- 裴元明（开元年间）
- 罗思崇（开元年间）
- 崔瑶（开元末年）
- 新定郡太守
- 韩洄（乾元年间）
- 张崇晖（760年）
- 张伯仪（763年—765年）
- 贺若滔（765年）
- 贾深（768年）
- 陶铣（769年）
- 韦儹（769年）
- 萧定（773年—777年）
- 李揆（777年—779年）
- 林披（大历年间）
- 王缜（780年）
- 杜亚（780年—784年）
- 崔适（贞元初年）
- 独孤氾（贞元初年）
- 韦赞（788年）
- 张汇征（791年）
- 李正臣（791年）
- 李敷（794年）
- 韦士勋（805年）
- 李幼清（806年）
- 郑膺甫（809年）
- 李道古（811年—813年）
- 崔元方（814年）
- 羊士谔（817年）
- 独孤迈（817年）
- 冯某（元和年间）
- 张顗（元和年间）
- 卢国佐（元和年间）
- 孟简（821年—822年）
- 韦文恪（823年）
- 韩泰（824年—827年）
- 张聿（827年）
- 张公儒（832年）
- 王琮（835年）
- 李善白（835年）
- 郑仁弼（837年）
- 吕述（838年—840年）
- 滕迈（840年）
- 薛薀（会昌初年）
- 孙公乂（842年）
- 苏涤（843年）
- 韦有翼（845年）
- 杜牧（845年）
- 卢钢（会昌、大中年间）
- 郑承休（849年）
- 李文举（851年—852年）
- 厉玄（852年）
- 崔彖（852年）
- 韩瞻（858年）
- 牛丛（858年）
- 许浑（大中年间）
- 胡某（大中、咸通年间）
- 金仁规（862年）
- 陆墉（864年）
- 侯温（865年—866年）
- 宋震（870年）
- 冯岩（871年）
- 张极（873年）
- 许珂（876年）
- 柳超（878年）
- 韦诸（880年—881年）
- 陈晟（881年—900年）
- 陈绍权（766年—769年）
- 陈询（900年—905年）
- 金师会（905年）
- 马绰（906年）
- 薛夔
- 齐顗
- 卢某